# Hypericum beccarii
Hypericum beccarii är en johannesörtsväxtart. Hypericum beccarii ingår i släktet johannesörter, och familjen johannesörtsväxter.

## Underarter
Arten delas in i följande underarter:
- H. b. beccarii
- H. b. steenisii